# Евтин, Александр Владимирович
Александр Владимирович Евтин (род. 26 января 1979 года) — российский игрок в хоккей с мячом, вратарь.

## Карьера

### Клубная
Заниматься хоккеем с мячом начал в 1987 году в Нижнем Новгороде в детской команде «Нижегородца». Первый тренер — А. С. Шаманин.
Дебютировал за «Старт» во второй половине сезона 1995/96, в дальнейшем проведя ещё один сезон за команду из Нижнего Новгорода.
Не имея игровой практики в «Старте», сезон 1997/98 провёл в клубе первой лиги «Уран» из Дзержинска.
С сезона 1998/99 вновь в составе нижегородцев, где стал дублёром Вячеслава Рябова, в дальнейшем с каждым сезоном получая больше игрового времени, составив с Рябовым основную вратарскую линию «Старта» и сборной России.
В 2006 году из испытывающего финансовые трудности «Старта» перешёл в красногорский «Зоркий», за который выступал два сезона.
Сезон 2008/09 провёл в красноярском «Енисее». Из-за полученной в мезсезонье травмы, дебютировал за красноярцев лишь в середине сезона.
С 2009 по 2017 год вновь был игроком «Старта», в котором в 2018 году из-за хронической травмы завершил игровую карьеру на профессиональном уровне.
В 2021 году стал победителем Кубка России среди ветеранов.

### Сборная России
В 2002 году получил приглашение во вторую сборную России для участия в Международном турнире на призы Правительства России.
С 2003 по 2004 год выступал за сборную России. В её составе стал серебряным и бронзовым призёром чемпионатов мира 2003 и 2004 годов (6 матчей на турнирах).

## Достижения
«Старт»
 Серебряный призёр чемпионата России: 2002 

 Бронзовый призёр чемпионата России: 2000
«Зоркий»
 Серебряный призёр чемпионата России (2): 2007, 2008 

 Финалист Кубка России (2): 2006, 2007 

 Финалист Кубка мира: 2006 

 Финалист Кубка чемпионов Эдсбюна (2): 2006, 2007
Сборная России
 Серебряный призёр чемпионата мира: 2003 

 Бронзовый призёр чемпионата мира: 2004 

 Серебряный призёр Международного турнира на призы Правительства России: 2002 (в составе второй сборной России) 

 Бронзовый призёр Кубка губернатора Московской области: 2003
Личные
- В списке 22-х лучших игроков сезона: 2003
- Лучший вратарь Международного турнира на призы Правительства России: 2002
- Символическая сборная Международного турнира на призы Правительства России: 2002

### Комментарии
1. ↑  Количество игр за клуб(ы) в высшем дивизионе чемпионатов России